# Friedrich Ludwig Abresch
Friedrich Ludwig Abresch (* 29. Dezember 1699 in Homburg; † 1782 in Zwolle) war ein niederländischer Philologe deutscher Herkunft.

## Leben
Nach dem Besuch der reformierten Lehranstalt zu Herborn studierte Abresch Klassische Philologie an der Universität Utrecht bei Karl Andreas Duker und Arnold Drakenborch. Anders als diese beschäftigte er sich schwerpunktmäßig mit der griechischen, nicht lateinischen Literatur (in Anlehnung an Tiberius Hemsterhuis). Während seiner Tätigkeit als Lehrer am Gymnasium zu Middelburg wurde er 1723 Konrektor und 1725 Rektor. Nach dem Tod seiner Frau wechselte er als Rektor nach Zwolle, dem Wohnort seiner zweiten Frau.
Abreschs Forschung konzentrierte sich auf die Textgestalt des Tragödiendichters Aischylos, des Aristainetos und des Rhetors Aelius Aristides. Seine Konjekturen an den überlieferten Texten berücksichtigten mehrere Handschriften, genügen aber den Ansprüchen moderner Textkritik nicht mehr.